# Matador (träbyggsats)
Matador är en byggsats i trä som uppfanns 1901 av järnvägsingenjören Johann Korbuly.

## Historik
Korbuly kom på idén till byggsatsen i trä eftersom de konventionella byggklossar som hans barn brukade leka med inte medgav stabila konstruktioner. Så han borrade hål i dem och använde stavar som kopplingselement. Han standardiserade senare hela systemet så att de enskilda delarna kunde kombineras med varandra. 1901 fick Korbuly patent för den byggsats i trä som blev resultatet, och två år senare började han tillverka och sälja den själv eftersom ingen annan var intresserad.
Mallhäftet innehöll 138 olika illustrationer.
På grund av den stora framgången blev den första fabriken i Wien snart för liten och 1915 flyttade Korbuly till Pfaffstätten nära Traiskirchen. Från omkring 1920 publicerade Johann Korbuly Matador Zeitung, som presenterade förlagor till modeller och gavs ut åtminstone fram till 1939. 1919 övertog Johann Korbuly junior (född 1892) över företaget, till en början tillsammans med sin yngre bror Rudolf sr. (1894–1979), därefter från 1931 ensam. Under andra världskriget stoppades tillverkningen av byggsatsen och ammunitionslådor tillverkades för Wehrmacht. I slutet av kriget brann företaget upp till följd av striderna.